# Dann Cahn
Daniel Richard „Dann“ Cahn (* 9. April 1923 in Los Angeles, Kalifornien; † 21. November 2012 ebenda) war ein US-amerikanischer Filmeditor.

## Leben
Dann Cahn ist ein Sohn des Filmeditors Philip Cahn (1894–1984). Sein Onkel Edward L. Cahn war als Filmregisseur aktiv. Cahn begann selbst seine Laufbahn als Schnittassistent zu Beginn der 1940er Jahre. Während des Zweiten Weltkrieges diente er in der First Motion Picture Unit. Ab 1949 war er als eigenständiger Editor tätig. Er war vor allem für verschiedene Fernsehfilme und -serien tätig. Zudem war er an zahlreichen Produktionen als Schnittleiter beteiligt. Als Regisseur inszenierte er von 1958 bis 1977 einige Folgen verschiedener Fernsehserien.
1942 wurde Cahn Mitglied der Motion Picture Editors Guild. Im Jahr 1991 hatte er für seine Arbeit an der Pilotfolge der Serie D.E.A. – Krieg den Drogen den Eddie Award gewonnen; zudem erhielt er hierfür eine Nominierung für den Emmy. Im Jahr 2000 wurde er von den American Cinema Editors mit dem ACE Career Achievement Award geehrt.
1953 heiratete er Judy Baker, die Ehe hielt bis zu ihrem Tod im November 2010. Ihr 1957 geborener Sohn Daniel T. Cahn ist ebenfalls als Filmeditor tätig. Die 1955 geborene Tochter Dana verstarb 1973 bei einem Autounfall.
Dann Cahn starb im November 2012 im Alter von 89 Jahren in seiner Geburtsstadt Los Angeles.

## Filmografie (Auswahl)
- 1951–1957: I Love Lucy (Fernsehserie, 178 Episoden)
- 1953: I Love Lucy
- 1955: Mein Engel und ich (Forever Darling)
- 1963–1964: The Beverly Hillbillies (Fernsehserie, 28 Episoden)
- 1969: Pulver und Blei (Heaven with a Gun)
- 1970: The Phynx
- 1970: Blumen ohne Duft (Beyond the Valley of the Dolls)
- 1971: Black Noon (Fernsehfilm)
- 1974–1976: Make-up und Pistolen (Police Woman, Fernsehserie, 18 Episoden)
- 1978: Zero to Sixty
- 1978: Verrat an Julie Roy (Betrayal, Fernsehfilm)
- 1978: Bud and Lou (Fernsehfilm)
- 1979: The Suicide's Wife (Fernsehfilm)
- 1980: Octagon
- 1980: Der Aufseher von Angel City (Angel City, Fernsehfilm)
- 1981: Fünf Gesichter der Angst (The Five of Me, Fernsehfilm)
- 1982: Die Pranke der Tigerin (Farrell for the People, Fernsehfilm)
- 1983: Der Fighter (Tough Enough)
- 1987: Schwur der Rache (Independence, Fernsehfilm)
- 1987: Bates Motel (Fernsehfilm)
- 1987: Time Out for Dad (Fernsehfilm)
- 1988: Out of Time (Fernsehfilm)
- 1989: Tarzan in Manhattan (Fernsehfilm)
- 1989: Aufs Kreuz gelegt (Jake Spanner, Private Eye, Fernsehfilm)
- 1989: The Elite
- 1990: D.E.A. – Krieg den Drogen (Fernsehserie, 1 Episode)
- 1991: ... und den Weihnachtsmann gibt’s doch! (Yes Virginia, There Is a Santa Claus, Fernsehfilm)
- 1992: Kein Engel auf Erden (The Man Upstairs, Fernsehfilm)
- 1998–1999: Love Boat: The Next Wave (Fernsehserie, 6 Episoden)